# Symphonie no 3 de Sibelius
Pour les articles homonymes, voir Symphonie no 3.
La symphonie no 3 en ut majeur, op. 52, de Jean Sibelius a été écrite par le compositeur entre 1904 et 1907. Elle a été créée à Helsinki le 25 septembre 1907 par l'Orchestre philharmonique d'Helsinki dirigé par le compositeur.

## Historique
La troisième Symphonie de Sibelius a été considérée comme plus classique que ses œuvres précédentes.
Il semble que la symphonie a reçu - comme cela est souvent le cas avec Sibelius - son stimulus initial de diverses idées de programmes. Celles-ci ont perdu leur sens originel au cours du processus de composition quand la matière a été retravaillée en termes purement musicaux.
D'abord, dès les premiers accords de la symphonie, des influences de la musique populaire finlandaise sont perceptibles.
On sait également qu'à Paris, en janvier 1906  Sibelius a joué trois thèmes au peintre Oscar Parviainen : la Marche funèbre, une Prière à Dieu et un Grand festin. Le chercheur Markku Hartikainen a montré que ces thèmes ont probablement été conçus pour l'oratorio Marjatta sur le livret de Jalmari Finne, oratorio que Sibelius n'a pas réussi à composer malgré plusieurs tentatives. Cependant, le thème de la Prière à Dieu a fini comme un thème de chant au sein du final de la troisième symphonie.
Enfin, en 1906, Sibelius termine la Fille de Pohjola, un poème symphonique. Les esquisses pour le travail contiennent du matériel qui se retrouve dans la troisième symphonie.

## Structure
Elle est la plus compacte de ses symphonies, comprenant trois mouvements, le dernier étant en fait un scherzo fusionné avec le finale.
- Allegro moderato (en ut majeur)
- Andantino con moto, quasi allegretto (en sol dièse mineur)
- Moderato – Allegro (ma non tanto) (en ut majeur)

## Orchestration
| Instrumentation de la symphonie no 3                                 |
| Cordes                                                               |
| premiers violons, seconds violons, altos, violoncelles, contrebasses |
| Bois                                                                 |
| 2 flûtes, 2 hautbois, 2 clarinettes si bémol et la, 2 bassons        |
| Cuivres                                                              |
| 4 cors en fa, 2 trompettes en si bémol, 3 trombones                  |
| Percussions                                                          |
| timbales                                                             |